# Pic Crater (Californie)
Pour les articles homonymes, voir Crater.
Le pic Crater, en anglais Crater Peak, est une montagne des États-Unis située en Californie. Avec 2 647 mètres d'altitude, elle forme le point culminant des California Cascades centrales, une région montagneuse de la chaîne des Cascades.